# 菲利普·達姆斯
菲利普·達姆斯（荷蘭語：Filip Daems，發音：[ˈfilɪb ˈdaːms]；1978年10月31日—）是一位比利時足球運動員。在場上的位置是後衛。他現在效力於德國足球甲級聯賽球隊门兴格拉德巴赫。